# Slag bij Dranesville
De Slag bij Dranesville vond plaats op 20 december 1861 in Fairfax County, Virginia tijdens de Amerikaanse Burgeroorlog. De Noordelijke eenheden onder leiding van generaal Edward O.C. Ord en de zuidelijke eenheden onder leiding van generaal J.E.B. Stuart waren bij een standaard patrouillemissie op elkaar gebotst nabij Dranesville. Deze confrontatie eindigde in een Noordelijke overwinning.

## Achtergrond
Na de Slag bij Ball's Bluff op 21 oktober werden alle operaties in dit gebied gestaakt. Beide legers trokken zich terug in hun winterkwartieren. Kleine detachementen werden uitgestuurd voor verkenningsopdrachten en foeragering. Dit was ook het geval toen in de vroege ochtend van 20 december een gemengde infanterie en cavalerie-eenheid, onder leiding van J.E.B. Stuart een bevoorradingseenheid escorteerde naar Loudon County in Virginia. De eenheid bestond uit vier infanterieregimenten, namelijk de 6th South Carolina, de 1st Kentucky, de 10th Alabama en de 11th Virginia; uit 150 cavaleristen en de 4de Georgia Battery.
Ondertussen had generaal Ord met zijn 10.000 man sterke 3de Brigade of Pennsylvania Reserves de opdracht gekregen om de zuidelijke oever van de Potomac te zuiveren van Zuidelijke wachtposten en partizanen in Fairfax en Loudoun. Ord had de helft van zijn brigade achtergelaten bij Colvin Mill om zijn achterhoede en aanvoerlijnen te beschermen.

## De slag
Rond de middag arriveerde Ord bij het kruispunt van de Georgetown Pike en de Leesburg Pike in het dorpje Dranesville. De aanwezige voorhoede van Stuart’s cavalerie werd snel het dorp uitgejaagd door de Noordelijken. Na deze kleine schermutseling leidde Ord zijn hoofdmacht naar het westen langs de Leesburg Pike. Rond 13.00 uur naderde de Zuidelijke hoofdmacht Dranesville vanuit het zuiden. In Dranesville stootte Stuart op de Noordelijke achterhoede.
Ord stopte zijn opmars en keerde zijn brigade om, om de Zuidelijke dreiging te weerstaan. De Noordelijken vormden een gevechtslinie ten noorden van de Leesburg Pike. Hun artillerie werd nabij het kruispunt van de wegen opgesteld. Stuart stelde zijn eenheden op ten zuiden van de Pike. Zijn artillerie werd op ongeveer 300 meter afstand opgesteld van zijn tegenstander. Terwijl de Zuidelijken hun posities innamen, vuurde de 6th South Carolina op de 1st Kentucky. De eersten dachten, dat de laatsten een Noordelijke eenheid was. De 1st Kentucky beantwoordde het vuur.
De 9th Pennsylvania voerde een aanval uit op de Zuidelijke posities, maar werd al snel teruggedreven. Het artillerieduel tussen beide tegenstanders werd in het voordeel van de Noordelijken beslist. De Zuidelijke artillerie was te zwak en met te weinig om veel weerstand te bieden. Ord stuurde nu zijn infanterie naar de posities van Stuart. Aanval, verdediging en tegenaanval volgden op elkaar voor de komende twee uren. Ron 15.00 uur, toen de bevoorradingswagens van de Zuidelijken op veilige afstand waren, gaf Stuart het bevel tot de terugtocht. Ord zette nog de achtervolging in, maar stopte naar een kleine kilometer. Hij trok zich terug naar Langley.
De volgende dag keerde Stuart terug met versterkingen, maar hij vond geen Noordelijken om tegen te vechten.

## Gevolgen
Dit was maar een kleine veldslag zonder belangrijke tactische of strategische gevolgen. Wel hadden de Noordelijken maar 71 mannen verloren tegenover 230 Zuidelijken. De helft van de Zuidelijke slachtoffers was te wijten aan eigen vuur tussen de 6th South Carolina en de 1ste Kentucky.